# Колтон (Калифорнија)
Колтон (енгл. Colton) град је у америчкој савезној држави Калифорнија. По попису становништва из 2010. у њему је живело 52.154 становника.

## Демографија
Према попису становништва из 2010. у граду је живело 52.154 становника, што је 4.492 (9,4%) становника више него 2000. године.
| Група             | 2000.          | 2010.          |
| Белци             | 9.911 (20,8%)  | 6.803 (13,0%)  |
| Афроамериканци    | 5.246 (11,0%)  | 5.055 (9,7%)   |
| Азијати           | 2.521 (5,3%)   | 2.590 (5,0%)   |
| Хиспаноамериканци | 28.934 (60,7%) | 37.039 (71,0%) |
| Укупно            | 47.662         | 52.154         |